# Кријон
Кријон (фр. Crillon) је насељено место у Француској у региону Пикардија, у департману Оаза.
По подацима из 2011. године у општини је живело 442 становника, а густина насељености је износила 51,04 становника/km².

## Демографија
| 1962. | 1968. | 1975. | 1982. | 1990. | 2011. |
| ----- | ----- | ----- | ----- | ----- | ----- |
| 393   | 425   | 424   | 420   | 440   | 442   |